# 50. Infanterie-Division (Deutsches Kaiserreich)
Die 50. Infanterie-Division war ein Großverband des deutschen Heeres im Ersten Weltkrieg.

## Geschichte
Die Division wurde am 1. März 1915 an der Westfront gebildet und dann ausschließlich dort eingesetzt. Nach Kriegsende kehrte sie in die Heimat zurück, wo sie im Januar 1919 aufgelöst wurde.
Ihre Infanterie-Regimenter gehörten vorher der 14. Reserve-Division, 13. und 14. Infanterie-Division an.

### Gefechtskalender

#### 1915

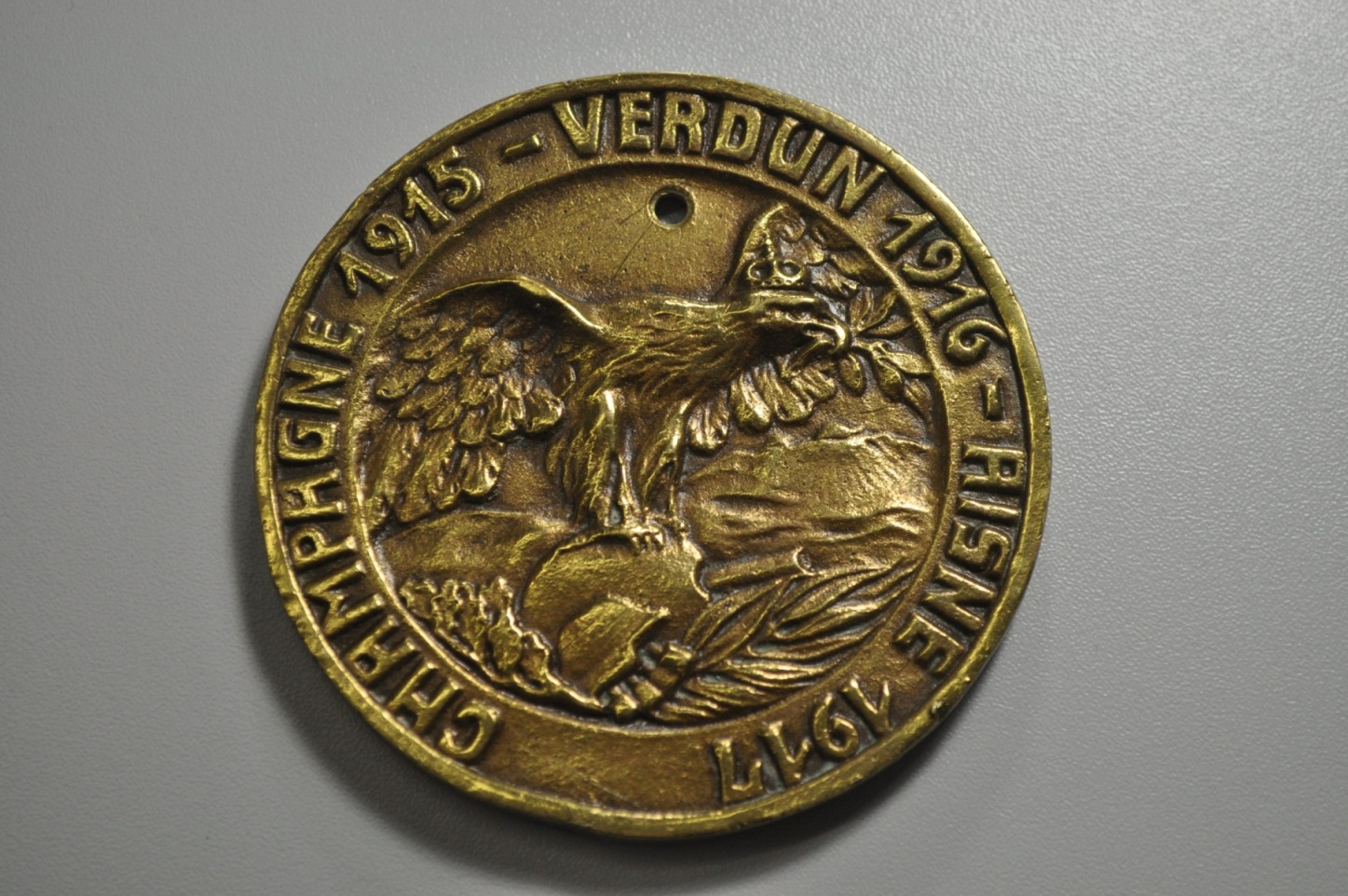
Erinnerungsmedaille der 50. Infanterie-Division

- 03. April bis 21. September – Stellungskämpfe in der Champagne
  - 27. April – Erstürmung des Fritsch-Berges
- 22. September bis 3. November – Herbstschlacht in der Champagne
- ab 4. November – Stellungskämpfe in der Champagne

#### 1916
- bis 4. April – Stellungskämpfe in der Champagne
- 05. April bis 9. September – Schlacht um Verdun
  - 16. April bis 1. Juni – Kampf um Fort Vaux
  - 14. Mai bis 1. Juni – Kampf um Damloup
  - 02. Juni – Erstürmung von Damloup und Fort Vaux
  - 03. bis 7. Juni – Kämpfe in und um Fort Vaux
  - 03. Juni bis 9. September – Kämpfe südlich Fort Vaux, Berg- und Lauffeé-Wald
  - 21. Juni – Erstürmung der Batterie a und des Steinbruchs südwestlich Fort Vaux
  - 03. Juli – Erstürmung der Hohen-Batterie de Damloup
- 09. September bis 18. November – Stellungskämpfe vor Verdun
  - 24. Oktober – Kämpfe am Douaumont und bei Fort Vaux
- 21. bis 28. November – Kämpfe im Argonner Wald
- ab 28. November – Stellungskämpfe in den Argonnen

#### 1917
- bis 26. Februar – Stellungskämpfe in den Argonnen
- 26. Februar bis 6. April – Reserve der OHL hinter der 6. Armee
- 11. April bis 27. Mai – Schlacht an der Aisne und in der Champagne
- 28. Mai bis 23. Oktober – Stellungskämpfe am Chemin des Dames
  - 1. Juni – Erstürmung der 1. französischen Stellung westlich Allemant
- 24. Oktober bis 2. November – Nachhutkämpfe an und südlich der Ailette
- ab 3. November – Stellungskämpfe nördlich der Ailette

#### 1918
- bis 16. Januar – Stellungskämpfe nördlich der Ailette
- 17. Januar bis 20. März – Ruhezeit hinter der 18. Armee
- 21. bis 22. März – Durchbruchschlacht bei St. Quentin – La Fère
- 21. März bis 6. April – Große Schlacht in Frankreich
- 23. bis 24. März – Kämpfe beim Übergang über die Somme und den Crozat-Kanal zwischen St. Christ und Tergnier
- 25. bis 31. März – Verfolgungskämpfe bis Montdidier-Noyon
- 07. April bis 5. Mai – Kämpfe an der Avre und bei Montdidier und Noyon
- 05. Mai bis 15. Juni – Stellungskämpfe bei Reims
  - 27. Mai – Erstürmung der Höhen des Chemin des Dames
  - 27. Mai bis 13. Juni –  Schlacht bei Soissons und Reims
- 14. Juni bis 4. Juli – Stellungskämpfe zwischen Oise, Aisne und Marne
- 05. bis 14. Juli – Stellungskämpfe westlich Soissons
- 15. bis 17. Juli – Angriffsschlacht an der Marne und in der Champagne
- 18. bis 25. Juli – Abwehrschlacht zwischen Soissons und Reims
- 26. Juli bis 3. August – Bewegliche Abwehrschlacht zwischen Marne und Vesle
- 04. bis 24. August – Stellungskämpfe bei Reims
- 24. August bis 3. September – Stellungskämpfe an der Vesle
- 04. September bis 9. Oktober – Kämpfe vor der Siegfriedfront
- 10. bis 12. Oktober – Kämpfe vor der Hunding- und Brunhild-Front
- 13. Oktober bis 4. November – Kämpfe in der Hundingstellung
  - 2. bis 4. November – Stellungskämpfe an der Aisne
- 05. bis 11. November – Rückzugskämpfe vor der Antwerpen-Maas-Stellung
- ab 12. November – Räumung des besetzten Gebietes und Marsch in die Heimat

## Gliederung

### Kriegsgliederung vom 10. März 1915
- 100. Infanterie-Brigade
  - Infanterie-Regiment Nr. 39
  - 5. Westfälisches Infanterie-Regiment Nr. 53
  - 7. Lothringisches Infanterie-Regiment Nr. 158
  - Radfahr-Kompanie Nr. 50
  - 1. Eskadron/Ulanen-Regiment „Hennigs von Treffenfeld“ (Altmärkisches) Nr. 16
- 50. Feldartillerie-Brigade
  - Feldartillerie-Regiment Nr. 99
  - Feldartillerie-Regiment Nr. 100
  - Fußartillerie-Bataillon Nr. 50
  - Pionier-Kompanie Nr. 99
  - Pionier-Kompanie Nr. 100

### Kriegsgliederung vom 26. Mai 1918
- 100. Infanterie-Brigade
  - Niederrheinisches Füsilier-Regiment Nr. 39
  - 5. Westfälisches Infanterie-Regiment Nr. 53
  - 7. Lothringisches Infanterie-Regiment Nr. 158
  - MG-Scharfschützen-Abteilung Nr. 36
  - 1. Eskadron/Ulanen-Regiment „Hennigs von Treffenfeld“ (Altmärkisches) Nr. 16
- Artillerie-Kommandeur Nr. 50
  - Feldartillerie-Regiment Nr. 99
  - Fußartillerie-Bataillon Nr. 95
- Pionier-Bataillon Nr. 50
- Divisions-Nachrichten-Kommandeur Nr. 50

## Kommandeure
| Dienstgrad      | Name                      | Datum                               |
| --------------- | ------------------------- | ----------------------------------- |
| Generalleutnant | George von Engelbrechten  | 1. März 1915 bis 8. Juli 1918       |
| Generalmajor    | Friedrich von Derschau    | 9. Juli 1918 bis 6. November 1918   |
| Generalmajor    | Georg von Alt-Stutterheim | 7. November 1918 bis 2. Januar 1919 |